# Monomorium ruzskyi
Monomorium ruzskyi är en myrart som beskrevs av Gennady M. Dlussky och Svyatoslav Igorevich Zabelin 1985. Monomorium ruzskyi ingår i släktet Monomorium och familjen myror. Inga underarter finns listade i Catalogue of Life.